# ハワイ電力工業

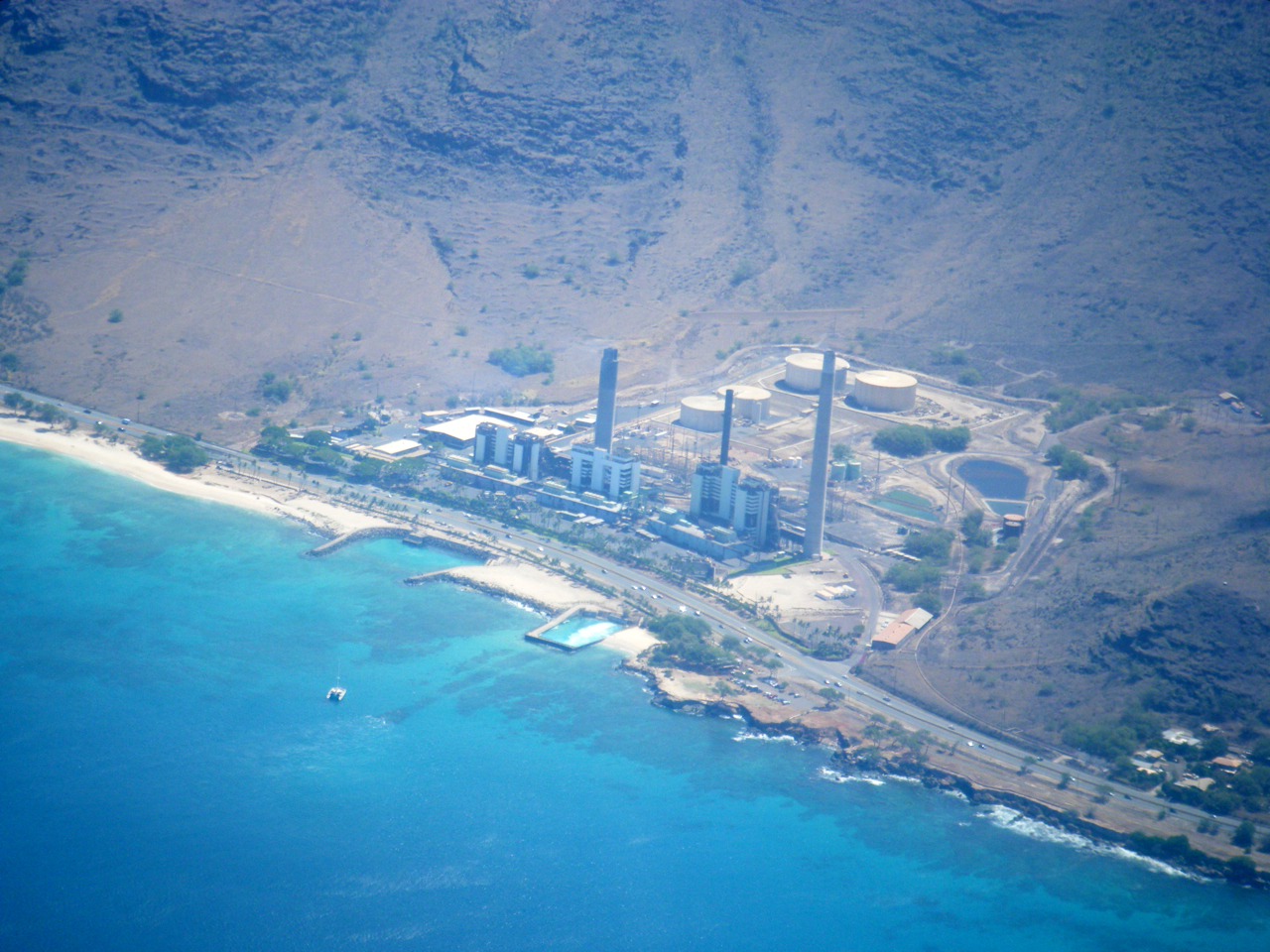
オアフ島西部のカヘ岬（Kahe Point）にあるハワイ電力会社の火力発電所

ハワイ電力工業（ハワイでんりょくこうぎょう、英語: Hawaian Electric Industries）はアメリカ合衆国ハワイ州のカウアイ島以外のほぼ全島をカバーする電力会社を持つ親会社で、配下にアメリカンセービング銀行も持っている。

## 概要
1891年の創業で、1968年のマウイ電力会社を買収し、1970年にヒロ電力・電灯会社を買収し（後にハワイ電力・電灯会社へ名称変更）、1988年にはラナイ市電力会社、翌年にはモロカイ電力会社を買収している。電気料金の価格の高騰を抑えるためにハワイ電力工業は、 2014年には配下にフロリダ電力会社なども持つネックストイーラ・エネルギー（en:NextEra Energy）に買収されるように計画されたが、これは2016年に中止されている。    
電力供給は子会社であるハワイ電力会社（Hawaiian Electric Company, Inc.）、ハワイ電力・電灯会社（Hawaii Electric Light Company, Inc.）、マウイ電力会社（Maui Electric Company, Limited）を通して行なっているので、ハワイの一般人にはそれぞれHECO（ヒーコ）、Helco（ヘルコ）、MECO（ミーコ）などの子会社名で知られている。ハワイ州は石油、ガスなどのエネルギーをほぼすべて輸入しているため、全米でエネルギーの値段が高い州のひとつなので、太陽熱、地熱、風力などの利用や、スマートグリッドなどの最新技術の利用が、日系企業も参加して盛んに行われるようになってきた。